# 마르쿠스 로센베리
마르쿠스 로센베리(Nils Markus Rosenberg, 1982년 9월 27일 ~ )는 스웨덴의 전 축구 선수이다.

## 선수 생활
2001년 고향 팀인 말뫼 FF에서 선수 생활을 시작하였지만 유명해지기 시작한건 2004년에 임대된 할름스타드 BK에서의 활약으로 득점왕에 차지하며 이름을 알리기 시작했다.
2004년의 활약으로 2005년 잠시 원소속팀이었던 말뫼 FF에 복귀한 후, 그 해 네덜란드의 명문 AFC 아약스로 이적하였다. 아약스로 이적한 후에도 준수한 활약으로 팬들 사이에서 포스트 즐라탄이라고 불리며 차세대 공격수로 주목받게 된다.
클럽팀에서의 활약으로 2005년 1월 스웨덴 축구 국가대표팀에도 발탁되어 대한민국 축구 국가대표팀과의 친선 경기에서 데뷔하여 첫 데뷔전에서 골을 기록하며 국가대표팀에서도 좋은 활약을 보여줬다.
그러나 2005년 겨울 이적 기간에 SC 헤이렌베인에서 네덜란드의 차세대 공격수로 주목받던 클라스얀 훈텔라르가 오면서 주로 교체 출전으로 뛰게 되었다. 하지만 2006년 FIFA 월드컵 대표로 발탁되며 계속 신뢰를 이어갔다.
그러던 중, 2007년 1월 독일 분데스리가 명문 SV 베르더 브레멘에 영입되어 독일에서도 준수한 활약을 보이며 UEFA 유로 2008 대표로 발탁되기도 하였으나, 클라우디오 피사로가 베르더 브레멘에 합류한 2008년부터 로센베리의 입지는 점차 줄어들기 시작했다. 주전 경쟁에서도 밀리며 벤치를 지키는 시간이 많아지면서, 로센베리는 2010년 8월 31일 스페인 프리메라리가의 라싱 산탄데르로 1년간 임대 이적하게 되었다.
2011-12 시즌을 끝으로 독일을 떠난 그는 잉글랜드 프리미어리그 웨스트브로미치 앨비언으로 이적하였다.